# جوليو بوتيلهو
جوليو بوتيلهو (بالبرتغالية: Júlio Botelho‏) (مواليد 29 يوليو 1929) هو لاعب كرة قدم. يلعب مع منتخب البرازيل لكرة القدم. سبق له أن لعب في كأس العالم لكرة القدم مع منتخب بلاده.

## روابط خارجية
- جوليو بوتيلهو على موقع الاتحاد الدولي (مؤرشف)  (الإنجليزية)
- جوليو بوتيلهو على موقع قاعدة بيانات كرة القدم.إي يو (الإنجليزية)
- جوليو بوتيلهو على موقع ناشيونال فوتبول تيمز (الإنجليزية)
- جوليو بوتيلهو على موقع Soccerway.com (الإنجليزية)
- جوليو بوتيلهو على موقع عالم كرة القدم.نت (الإنجليزية)